# No Can Do
No Can Do is een liedje van de Sugababes. Het werd in december 2008 door Island Records als tweede single van hun album Catfights and Spotlights uitgebracht. De single bereikte de 23ste plaats in de Britse hitlijst. Het liedje werd geschreven door Jason Pebworth, Jon Shave, George Astasio en Geeki. De muzikale productie werd verzorgd door The Invisible Men & Si Hulbert. Op de B-kant staat een cover van het Keane-liedje "Spiralling".